# Краснолучская мебельная фабрика
Краснолучская мебельная фабрика (укр. Краснолуцька меблева фабрика) — предприятие деревообрабатывающей промышленности в городе Красный Луч Луганской области.

## История
Мебельная фабрика в городе Красный Луч была построена в соответствии с седьмым пятилетним планом развития народного хозяйства СССР и введена в эксплуатацию летом 1963 года (в июле 1963 года начал работу первый цех, в августе 1963 года - мебельное производство). Первоначально, фабрика занималась изготовлением диванов и столов, которые собирали из деталей, присланных с других мебельных фабрик, в дальнейшем было освоено производство мягкой мебели, а в январе 1964 года - корпусной мебели.
С начала 1964 года фабрика представляла собой предприятие с замкнутым циклом производства, в её составе действовали пять цехов (сушильно-заготовительный, фанеровочно-облицовочный, шлифовальный, отделочный и сборочный), а также склад готовой продукции.
В августе 1970 года Совет министров УССР принял решение о изменении номенклатуры выпускаемой продукции некоторых предприятий минлеспрома УССР - и с 1973 года специализацией Краснолучской мебельной фабрики (входившей в Ворошиловградское областное мебельное производственное объединение) стало производство корпусной мебели и стульев.
В 1980е годы коллектив фабрики состоял более чем из 700 сотрудников, основной продукцией являлись мебельные стенки «Луч», диваны, кресла и столы-тумбы.
В целом, в советское время мебельная фабрика входила в число ведущих предприятий города.
После провозглашения независимости Украины государственное предприятие было приватизировано и преобразовано в закрытое акционерное общество, которое в дальнейшем было реорганизовано в общество с ограниченной ответственностью. В условиях экономического кризиса 1990-х годов и разрыва хозяйственных связей положение фабрики осложнилось, в 1999 году она остановила производственную деятельность и прекратила своё существование.